# Loaba
Ne doit pas être confondu avec Loaba-Peulh.
Loaba est une localité située dans le département de Bitou de la province du Boulgou dans la région Centre-Est au Burkina Faso.

## Géographie
Loaba est un village Bissa situé dans la commune de Bittou .

## Démographie
| 2003  | 2006  | 2012 |
| ----- | ----- | ---- |
| 3 518 | 5 241 | -    |

## Santé et éducation
Le centre de soins le plus proche de Loaba est le centre médical (CM) de Bitou tandis que le centre médical avec antenne chirurgicale (CMA) de la province se trouve à Tenkodogo.
Loaba possède une école primaire publique. 